# Toini
Toini ist ein weiblicher Vorname.

## Herkunft und Varianten
Der Name ist die finnische Form von Antonia. Die männliche Form lautet Anton und Anttoni.

## Bekannte Namensträgerinnen
- Toini Gustafsson (* 1938), schwedische Skilangläuferin
- Toini Pöysti (1933–2024), finnische Skilangläuferin